# Home (canción de Phillip Phillips)
Home (En español: Casa) es el primer sencillo y la canción coronación de American Idol temporada 11. El ganador Phillip Phillips. La canción fue coescrito por Drew Pearson y Greg Holden, y producido por Drew Pearson del álbum The World from the Side of the Moon.

## Video musical
El video musical fue dirigido por José Tomás y le dispararon en tres días (14 de julio - 16), mientras que en la carretera con la gira de American Idol tour, viajando desde Denver a Salt Lake City. El video se estrenó en el sitio de Vevo Phillip Phillips, el 2 de agosto de 2012. Gran parte del video entreteje imágenes negro y negro de paisajes americanos con escenas de Phillips jamming en el autobús de gira.

## En la cultura popular
Phillips realizó esta canción durante 36th Annual Capitol Fourth  en 4 de julio de 2012. La canción fue utilizada en una serie de películas, programas de televisión y comerciales dentro de los primeros 6 meses de su lanzamiento. Al parecer, en el tráiler de la película Trouble with the Curve, así como los créditos de "Parental Guidance". Fue en un comercial de televisión para Extreme Makeover: Home Edition, escuchado el final de Suburgatory del episodio "Krampus," y se preformo como un mash-up con "Homeward Bound" de Simon & Garfunkel en Glee. La canción fue utilizada por primera vez en un comercial de American Family Insurance en Estados Unidos, luego Vizio, y también fue utilizado por Tim Hortons en su anuncio para su nueva Tassimo T-discs en Canadá.
El 17 de abril de 2013, dos días después de Atentado de la maratón de Boston, la canción fue utilizada en un montaje fotográfico dedicado a los primeros en responder, como parte de la ceremonia previa al partido ante los Boston Bruins partido contra los Buffalo Sabres en el TD Garden, en Boston, Massachusetts.

### Uso en las Olimpiadas
La canción fue mostrada en el segmento de las mujeres de gimnasia de Estados Unidos durante United States Olympic Trials, luego otra vez durante Juegos Olímpicos de Londres 2012 cobertura en NBC.  Phillips comentó: "It's an honor for them to use that song, and I'm so proud of it and how well it has done." (En español:"Es un honor para ellos usar esa canción, y estoy muy orgulloso de ello y lo bien que lo ha hecho.") Después de los juegos, Phillips realizó la canción dos veces por miembros de la medalla de oro ganando el equipo de gimnasia en Boston y Nueva York.
Due to the use of song in the Olympics, many radio stations started playing their own versions of the song, which are remixes interspersed with highlights from the Olympics.

## Posicionamiento en listas
| Listas (2012–13)                            | Mejor posición |
| ------------------------------------------- | -------------- |
| Australia (ARIA)                            | 56             |
| Bélgica (Flandes) (Ultratip Bubbling Under) | 11             |
| Bélgica (Valonia) (Ultratip Bubbling Under) | 26             |
| Canadá (Canadian Hot 100)                   | 6              |
| República Checa (Rádio Top 100)             | 47             |
| Iceland (Tónlist)                           | 9              |
| Japón (Japan Hot 100)                       | 70             |
| Países Bajos (Mega Single Top 100)          | 76             |
| Nueva Zelanda (Recorded Music NZ)           | 28             |
| UK Singles (Official Charts Company)        | 60             |
| Estados Unidos (Billboard Hot 100)          | 6              |
| Estados Unidos (Mainstream Top 40)          | 8              |
| US Rock Songs (Billboard)                   | 2              |
| Estados Unidos (Adult Top 40)               | 1              |
| Estados Unidos (Adult Contemporary)         | 1              |